# 애정진화론
《애정진화론》(爱情进化论)은 2018년 방송되었던 중국의 드라마이다.

## 소개
두 남녀의 ‘친구 이상 연인 이하’의 미묘한 감정을 그린 드라마

## 등장 인물
- 장톈아이 - 아이뤄만 역
- 장뤄윈 - 루페이 역
- 쉬웨이저우 - 딩위양 역
- 허홍샨 (Viva) - 싱칭칭 역
- 바이빙 - 허신 역
- 장령심 (张龄心) - 써니 역
- 장염염 (张棪琰) - 총경리 역
- 사원 (谢园) - 루밍위안 역
- 백란 (白澜) - 케리 역